# Myron (zalfolie)

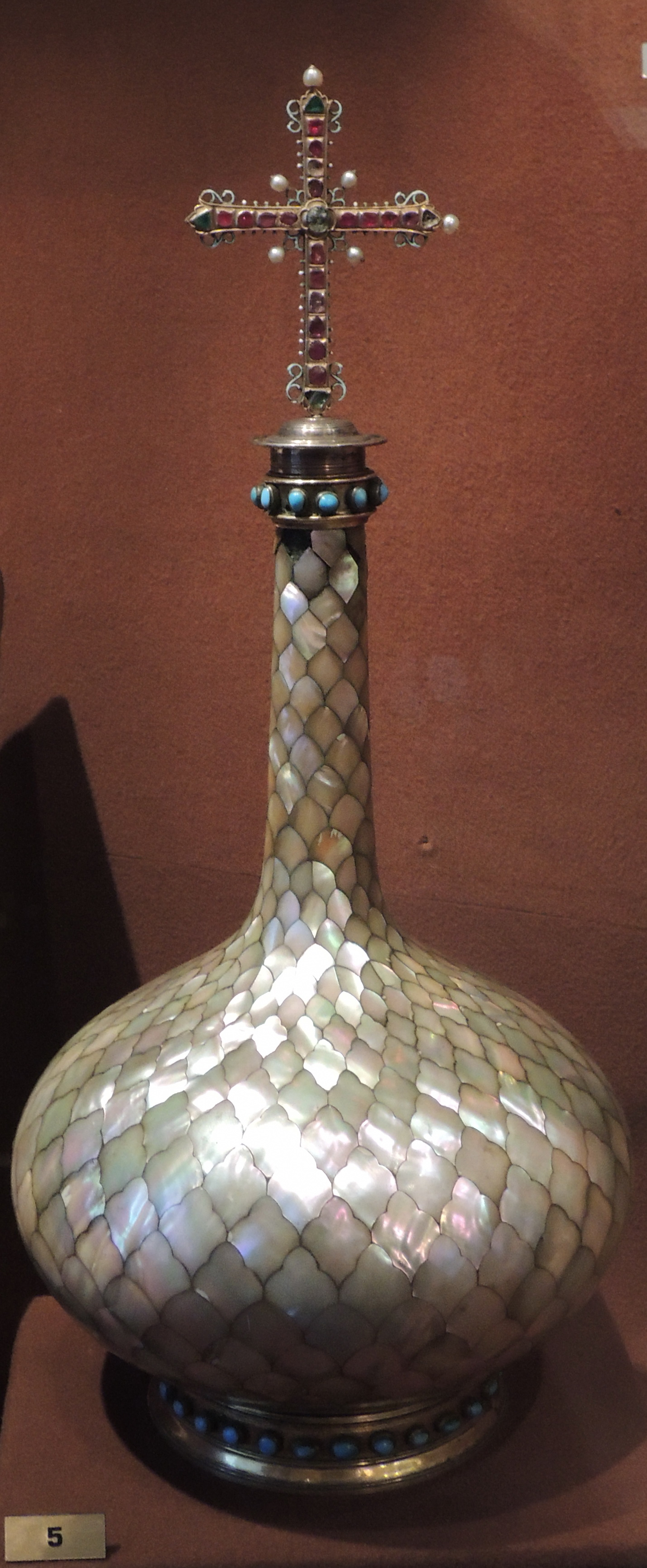
Een alabastron, waarin Myron bewaard wordt

Myron (Grieks: μύρον, "geurige olie") is een geparfumeerde olie die in de Oosters-Orthodoxe Kerk gebruikt wordt bij de zalving.

## Gebruik
De Oosters-Orthodoxe kerk gebruikt Myron bij verschillende sacramenten. Het water voor de doop wordt met Myron gemengd. Na de doop wordt de dopeling van top tot teen met Myron gezalfd. Dit gebeurt in een bepaalde volgorde, eerst de kruin van het hoofd, daarna ogen, oren, neus en mond. Vervolgens worden rug en borst tweemaal gezalfd en ten slotte worden de belangrijkste gewrichten van benen en armen zesmaal gezalfd. Verder wordt Myron gebruikt bij de wijdingsrituelen van een kerkgebouw en het altaar en bij de wijding van priesters en bisschoppen.

## Bereiding
De zalfolie wordt bereid in de Heilige Week. De bereide Myron wordt vervolgens gewijd door een patriarch of een door de patriarch aangewezen bisschop. Deze wijdingen vinden plaats op vaste momenten. De laatste 100 jaar hebben er negen wijdingen plaatsgevonden, de meest recente in 2002. Myron bevat uit 57 ingrediënten. Geurige kruiden, specerijen, bloemen en harsen worden gemengd met olijfolie en rode wijn. Nadat dit gekookt is worden er etherische oliën, balsem, muskus en amber aan toegevoegd.

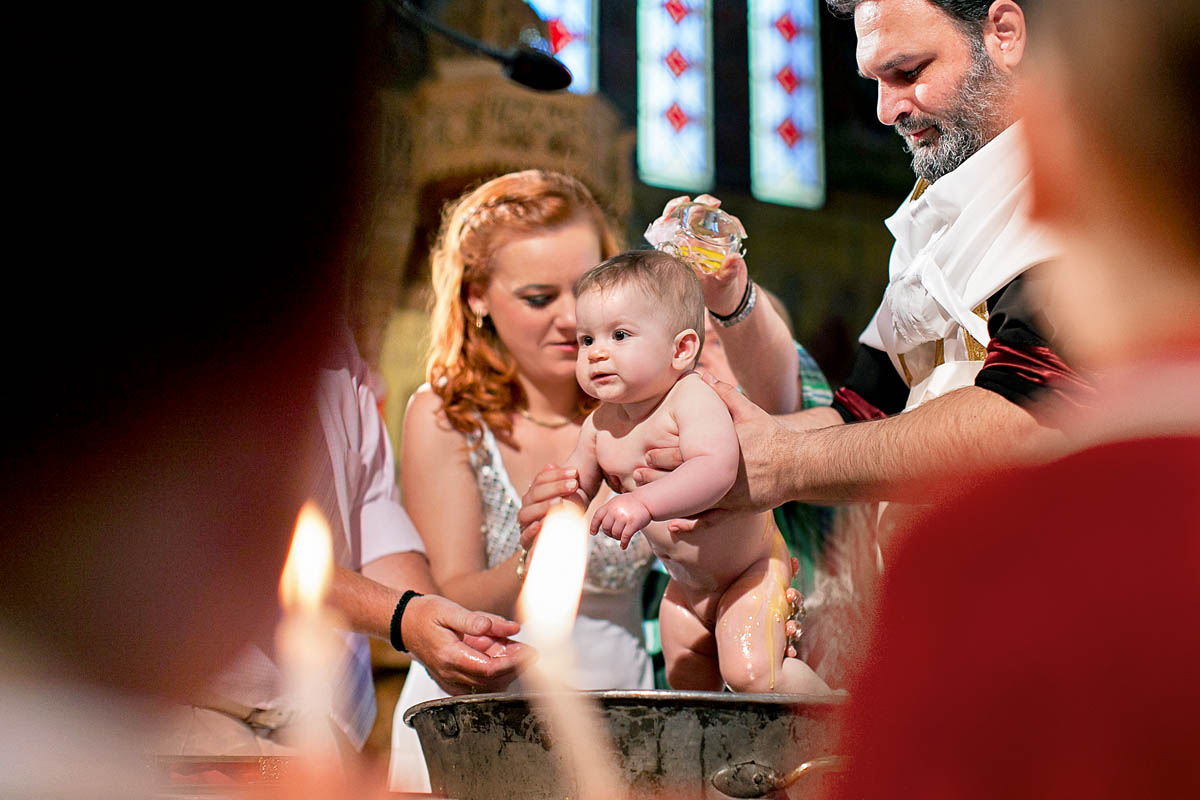
Een priester zalft een kind na het dopen